# Estero Boquerihue
El estero Boquerihue es un corto curso natural de agua que nace en las laderas occidentales de la cordillera de la Costa y fluye hacia el oeste hasta desembocar en el océano Pacífico inmediatamente al sur de la punta Tranicura.: 91 
Desemboca frente al extremo sur de la isla Mocha y es el más austral de los esteros del litoral de la Región del Biobío, antes del límite que es el estero Casa de Piedra.
El estero pertenece, junto a otros cortos cursos de agua, al ítem 090 del inventario de cuencas de Chile. El ítem 090 tiene una extensión de solo 67 km², y es con ello el más pequeño del inventario.

## Historia
Luis Risopatrón los describe sucintamente en su Diccionario Jeográfico de Chile de 1924:
Boquerihue (Estero) 38° 27' 73° 28'. Es de corto curso i caudal, corre al W i se vacia en el mar, inmediatamente al S de la punta Tranicura. 156; i 166.